# ألبرت ب فال
ألبرت ب فال (بالإنجليزية: Albert B. Fall)‏ (و. 1861 – 1944 م) هو سياسي، و محامي من الولايات المتحدة الأمريكية ولد في فرانكفورت، كنتاكي.
تولّى منصب عضو مجلس الشيوخ الأمريكي . وهو عضو في الحزب الجمهوري. كان وزير الداخلية في عهد وارن جي. هاردينغ وعرف باشتراكه في فضيحة تي بوت دوم.
توفي في إل باسو، تكساس.

## روابط خارجية
- ألبرت ب فال على موقع الموسوعة البريطانية (الإنجليزية)
- ألبرت ب فال على موقع إن إن دي بي (الإنجليزية)